# コルダ州
コルダ州（コルダしゅう、Région de Kolda）は、セネガル共和国カザマンス地方の州。州都はコルダ。面積は13,752km2、約91万人（2023年国勢調査）。

## 歴史
1960年の独立時はカザマンス州の一部であった。1984年3月24日、カザマンス州はコルダ州とジガンショール州に分割された。
2008年9月10日、州西部にあったセディウ県がセディウ州として分離した。

## 地理
セネガル南部のカザマンス地方に属し、上カザマンスとも言う。ガンビアとギニアビサウの間に挟まれている。

## 行政区分

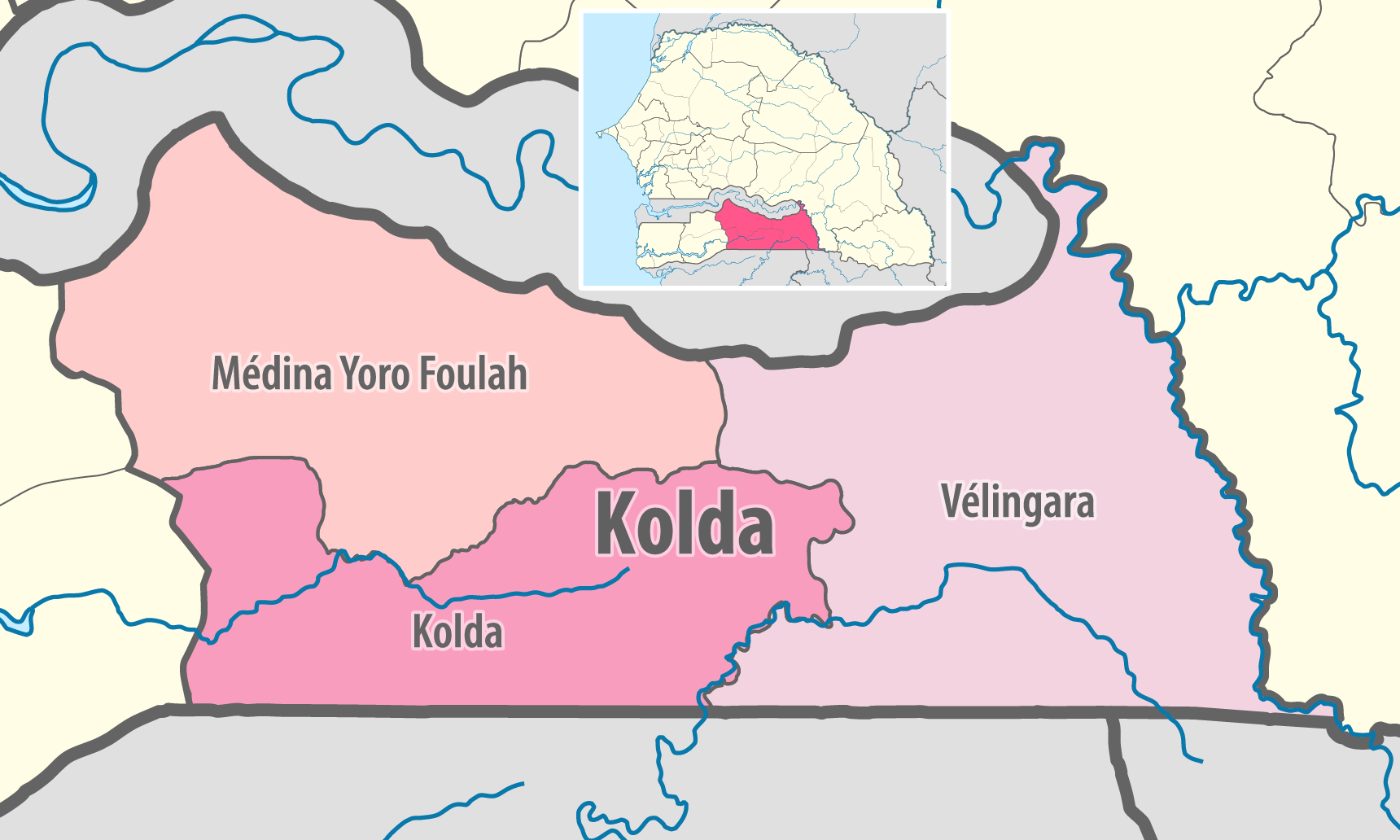
コルダ州の県

コルダ県、ヴェリンガラ県、セディウ県の3県から構成される。
1. コルダ県 --- 州都：コルダ
2. ヴェリンガラ県 --- ヴェリンガラ
3. セディウ県 --- セディウ